# Marketing di attribuzione
Con il termine Marketing di attribuzione si intende il processo di identificazione di un insieme di azioni compiute dal consumatore definiti "eventi", cui assegnare un valore, che conducono all'acquisto o all'intenzione d'acquisto. 

## Definizione
Il marketing di attribuzione ha sviluppato nuovi modelli e metodi, consentendo agli inserzionisti che usano strategie di visibilità nel WEB di applicare analisi più sofisticate ed accurate nel loro approccio alla misurazione del return on investiment (ROI). 
La possibilità di monitorare gli utenti su più dispositivi MID è percepita come una delle sfide più importanti affrontate dai settori produttivi oggi. Il marketing attribuzione può aiutare a misurare il grado di apprezzamento dell'utente, contribuendo a realizzare la promessa di pubblicità online con strumenti di misurabilità e responsabilizzando le agenzie ad un approccio più scientifico in chiave statistica e strategica. 
Il consumatore per mezzo di eventi, sia passivi sia interattivi, è sottoposto ad una serie di comunicazioni erogate su diversi canali, che contribuiscono in qualche modo a raggiungere un risultato desiderato, e quindi assegnare un valore a ciascuno di questi eventi. 
Il Marketing di Attribuzione fornisce un livello di comprensione nell'identificare quale combinazione di eventi influenzano maggiormente i consumatori a raggiungere un comportamento desiderato, generalmente indicato come una conversione o impulso all'acquisto.

### Origini
Con l'avvento di cambiamenti radicali avvenuti nella pubblicità durante il primo decennio del XXI secolo, il modo di pubblicizzare un prodotto o un servizio si è arricchito grazie a una serie di canali che permettono di raggiungere il consumatore in molteplici contesti temporali e logistici e soprattutto interattivi. Questi canali si sono realizzati prevalentemente grazie al web, alla posta elettronica e alla diffusione delle apparecchiature "mobili" o dette Mobile Internet Device: smartphone e tablet. Questi nuovi canali, a differenza dei tradizionali, offrono il vantaggio di misurare immediatamente, grazie all'interattività, diversi gradi di risposta del consumatore destinatario dei messaggi pubblicitari.
La rapida crescita dei nuovi di comunicazione con il consumatore e la grande mole di dati analitici sul suo comportamento, la sua interazione e la sua risposta a questi stimoli, ha permesso alle agenzie di marketing di misurare meglio l'efficacia dei messaggi e il ritorno degli investimenti.

### Nuove metriche e nuovi strumenti
Questo cambiamento ha avuto un impatto notevole sui responsabili degli uffici marketing che hanno dovuto far fronte allo sviluppo di nuove metriche quali:
- costo per clic (CPC),
- costo per impressioni (CPM),
- costo per azione/acquisizione (CPA)
- risultati di conversione.

Per meglio controllare il livello di complessità che questi nuovi canali contribuiscono a creare nel dialogo tra chi vende e chi compra sono stati creati molti strumenti e molte metodologie di aiuto, di gestione e di interpretazione.
Il Marketing di attribuzione è uno di questi.

## Modelli
Grazie allo sviluppo e all'evoluzione degli strumenti tecnologici di consultazione interattiva gli strumenti di misurazione si sono via via sempre più perfezionati e si sono delineati alcuni modelli ancora in fase di crescita:

### Single Touch Attribution
Fonte di attribuzione singola. Il modello assegna tutto il merito al singolo evento, come ad esempio: il primo click, l'ultimo click, il post più letto, o la pagina di uscita. L'ultimo click o la pagina di uscita non sempre sono dimostrabili come valore positivo di evento, in quanto l'attribuzione può essere assegnata come valore negativo o di disinteresse.

### Fractional Attribution
Attribuisce pari valore al primo e ultimo evento non calcolando il percorso intermedio. L'attribuzione frazionale si basa sulla teoria economica dell'U-curva, dove l'interesse per il primo evento si affievolisce inducendo alla navigazione e alla ricerca all'interno del sito per poi ridestarsi nell'ultimo evento. Questa teoria pone comunque problemi sulla interpretazione del tasso di conversione, allocando tutto il credito al primo e all'ultimo evento.

### Algorithmic or Probabilistic Attribution
Modello che usa calcoli probabilistici proprietari per assegnare valore a tutti gli eventi che precedono la conversione, assegnando con calcoli statistici e di probabilità l'evento che più di altri ha il credito dovuto. L'algoritmo di attribuzione analizza sia la conversione sia la non conversione su tutti i precorsi del canale o sito. I valori sono riconosciuti e raggruppati evidenziando le correlazioni palesi e nascoste, usando parametri di analogia, permettendo di modificare e perfezionare le strategie di marketing.

## Ambiti
L'attribuzione nel marketing non è un modello di nuova generazione, soprattutto nell'analisi del ritorno pubblicitario o degli investimenti aziendali sotto forma di volumi di vendita in relazione alle campagne pubblicitarie. L'attribuzione è più accurata con i nuovi strumenti interattivi presenti nel web: siti, portali, social, blog, ecc. e oggi la si può dividere in due grandi filoni operativi:

### Interactive Attribution
Attribuzione interattiva utilizzata solo ed esclusivamente sui canali digitali.

### Cross-channel Attribution
Studio statistico con metodi tradizionali sulla valutazione di entrambi i canali online e offline.